# Regilio Tuur
Regilio Benito Tuur (Paramaribo, Surinam, 12 de agosto de 1967) es un exboxeador neerlandés. Fue campeón de peso superpluma de la OMB.
Antes de convertirse en profesional y ganar el título mundial, Tuur noqueó al entonces campeón mundial Kelcie Banks en la primera ronda en los Juegos Olímpicos de Seúl 1988.

## Carrera profesional
Campeón europeo EBU peso superpluma en 1992, ganó el título vacante del Campeonato Mundial de la OMB el 24 de septiembre de 1994 tras ganar a los puntos a Eugene Speed en su ciudad natal, Róterdam. Tuur retuvo el título contra Tony Pep, Pete Taliaferro, Luis Mendoza, Giorgio Campanella, Narciso Valenzuela y José Vida Ramos. Lo dejó vacante en 1997.